# لوچانو فلوریدی
لوچانو فلوریدی (به ایتالیایی: Luciano Floridi)،(زاده ۱۶ نوامبر ۱۹۶۴) استاد فلسفه و اخلاق اطلاعات در دانشگاه آکسفورد، موسسهٔ اینترنت آکسفورد است. رئیس بخش مربوطه در کالج استیت کراس، آکسفورد، عضو ارشد دانشکده فلسفه، همکار در پژوهش در سیاست اطلاعات در گروه علوم رایانه در دانشگاه آکسفورد، و همکار و پژوهشگر برجستهٔ مرکز اخلاق کاربردی آکسفورد اُهیرو است.
فلوریدی بیشتر به خاطر کارش در دو حوزه پژوهش فلسفی:فلسفه اطلاعات و اخلاق اطلاعات شناخته شده‌است.
کارهای او به زبان‌های :عربی، چینی، فرانسوی، یونانی، مجاری، ژاپنی، فارسی، لهستانی، پرتغالی، و اسپانیایی ترجمه شده‌است.